# Едвард Айвз

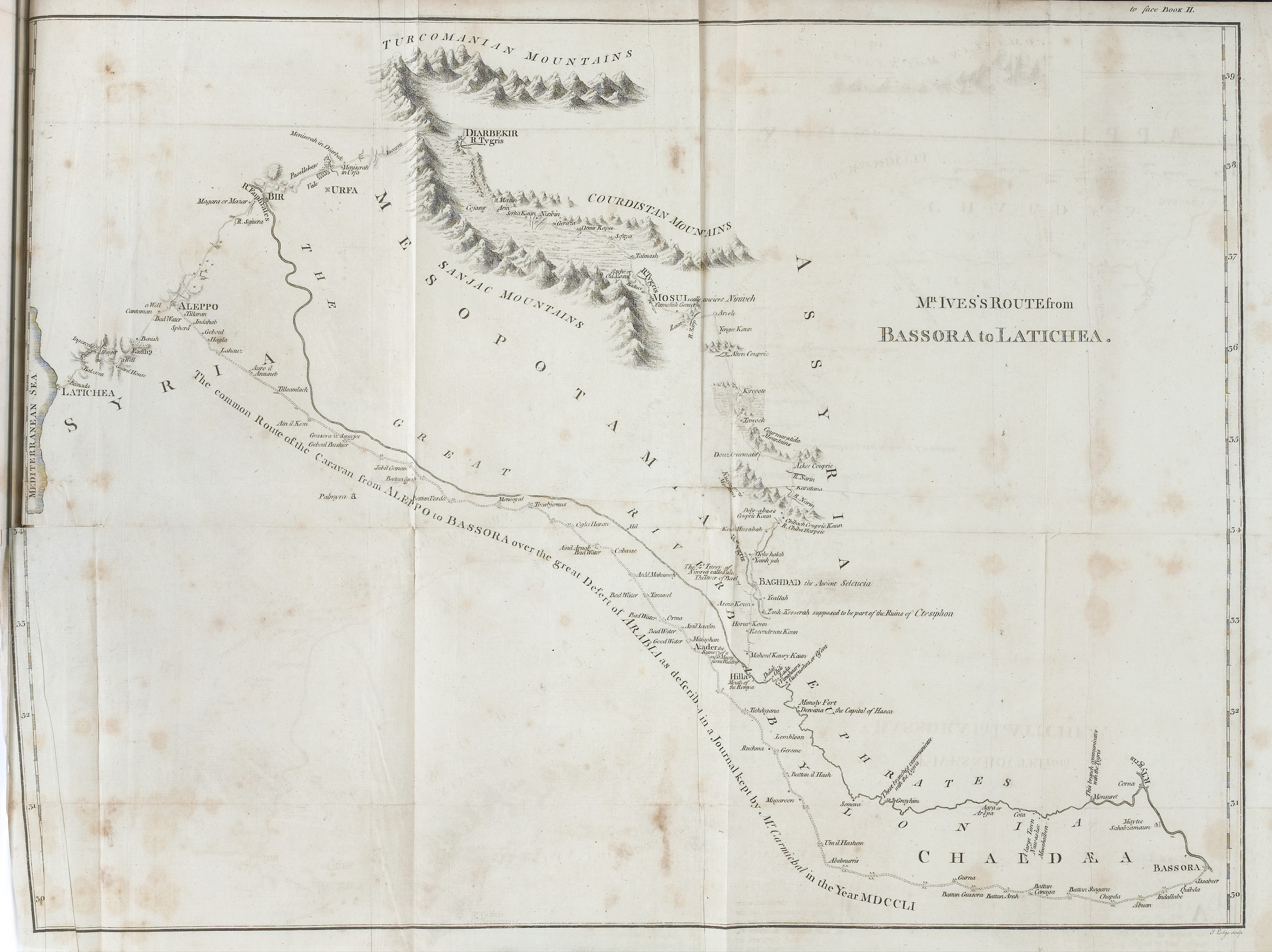
Мапа подорожі Едварда Айвза через Месопотамію у 1758 р.

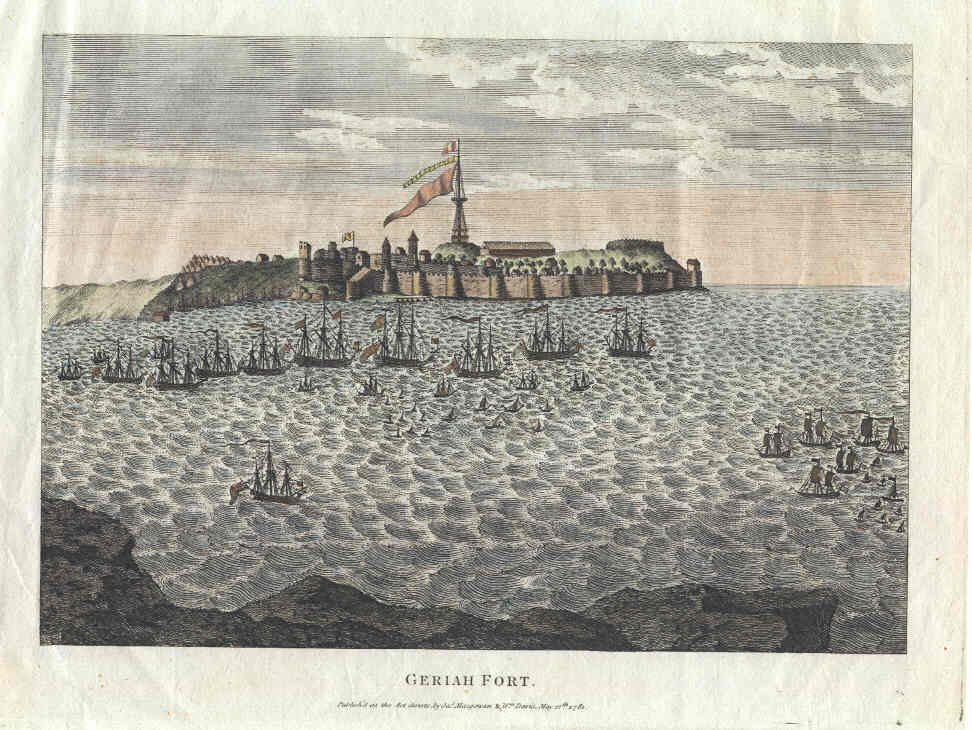
Об'єднаний британсько-португальсько-індійський флот звільняє форт Geriah від піратів (13 лютого 1756 р.)

Айвз, Е́двард (англ. Ives, Edward, 1719 — 25 вересня 1786) — англійський лікар, натураліст, мандрівник, дослідник Індії та Месопотамії, літератор.

## Біографія
Народився 1719 року, есквайр. Родинне походження та місце здобуття освіти невідомі. Мав науковий ступінь доктора медицини. Від 1744 до 1746 — хірург флагману командувача британським Середземноморським флотом віце-адмірала Томаса Метьюза «Намюр», який брав участь у Битві при Тулоні між іспано-французьким та англійським флотами 22 лютого 1744 року під час війни за австрійську спадщину.
22 лютого 1754 року Едвард Айвз відплив з Плімута на посаді медичного офіцера флагманського корабля «Кент» у складі ескадри віцеадмірала — очільника Ост-Індської станції Чарльза Ватсона. Морський шлях проходив через Мадейру, острів Ла-Пальма, Мис Доброї Надії та Мадагаскар й у вересні 1754 року морський похід завершився у форті Святого Давида біля Мадраса. Як військовий лікар Ост-Індської станції Едвард Айвз перебував у Мадрасі, Бомбеї, Калькутті. На чолі з Чарлзом Ватсоном та головнокомандувачем Британської колоніальної армії полковником Робертом Клайвом брав участь у військових походах, у тому числі звільненні об'єднаним флотом Британії,Португалії та Конфедерації Маратха в лютому 1756 року захопленого піратом Туладжі Ангрією форту Герія, що біля міста Віджайдург на західному узбережжі Індії (нині — штат Махараштра). Після смерті віцеадмірала Ватсона в серпні 1757 року Айвз вийшов у відставку та 8 лютого 1758 року вирушив додому суходолом — караванними шляхами з Басри, через Багдад, Мосул, Діярбакир, Біреджик, Алеппо до Латакії. Звідти його маршрут продовжився до Кіпру, далі — до Ліворно та Венеції, відтак — додому через Німеччину й Нідерланди.
До Англії Айвз прибув у березні 1759 року, оселився в містечку Тітчфілд (графство Гемпшир), де поєднував ведення сільського господарства з літературною діяльністю.
Помер Едвард Айвз 25 вересня 1786 року в місті Бат. Похований у Тітчфілді на цвинтарі церкви Святого Петра у родинній могилі.

## Літературний та науковий доробок
У 1773 р. у друкарні Едварда і Чарльза Діллі (Edward & Charles Dilly) у Лондоні Едвард Айвз опублікував свій єдиний твір — наратив під такою назвою: «Подорож з Англії до Індії у рік 1754 та історичний наратив про діяльність ескадри та армії Індії під командуванням віце-адмірала Ватсона і полковника Клайва в роки 1755, 1756, 1757 … а також мандрівка з Персії до Англії незвичним шляхом…» («A voyage from England to India, in the year MDCCLIV. And an historical narrative of the operations of the squadron and army in India, under the command of Vice-Admiral Watson and Colonel Clive in the years 1755, 1756, 1757; including a correspondence between the admiral and the nabob Serajah Dowlah. Interspersed with some interesting Passages relating to the Manners, Customs, &c. of several Nations in Indostan. Also, a journey from Persia to England, by an unusual route. With an appendix, containing an account of the diseases prevalent in Admiral Watson's squadron: description of most of the trees, shrubs, and plants of India with their real, or supposed, medicinal virtues: Also a copy of a letter written by a late ingenious physician, on the disorders incidental to Europeans at Gombroon in the Gulph of Persia») (далі — «Подорож…»). У цій книзі Айвз докладно виклав історію Індії від 1526 року, діяльність Британської колоніальної армії та королівського військово-морського флоту, стосунки Ост-Індської станції, Британської Ост-Індської компанії з Імперією Маратха, місцевими правителями, зокрема з набобом Сераджею аль-Даулою. Також автор широко висвітлив життя, побут та звичаї місцевого населення, описав рослинний світ Індії, зупинився на етіології поширених у цій місцевості хвороб, особливостям поховань відповідно до зороастрійської традиції — у Вежах мовчання. У частині книги, що присвячена зворотній подорожі Айвза до Великої Британії, докладно описані міста, архітектурні споруди Близького Сходу. У Борсиппі Едвард Айвз ретельно дослідив визначну пам'ятку історії Межиріччя — руїни зикурату Еурмеімінанкі, зокрема виміряв висоту його горішнього святилища — Храму Набу. Також у книзі детально описані пам'ятки столиці Парфянського царства — Ктесифона, викладена зустріч з шейхом Кувейту — Сабахом I ас-Сабахом, висвітлені події, що пов'язані з заворушеннями місцевого населення проти європейців у Гомбруні (нині — Бендер-Аббас). «Подорож…» містить ілюстрації, вклейки ритин, мап, які виконані автором і доповнюють викладене.
Опублікування наративу зумовило появу книг послідовників, які стилем та манерою написання наслідували Айвза (див. «Подорожі, здійснені у 1788 та 1789 роках з Китаю до північно-західного узбережжя Америки» [Архівовано 29 вересня 2015 у Wayback Machine.] Джона Мірса (John Meares), «Подорож до Перської затоки та мандрівка суходолом з Індії до Англії у 1817 році» Вільяма Еуда, «Подорож з Індії до Англії через Персію, Грузію, Росію, Польщу та Прусію у рік 1817» підполковника Джона Джонсона).

## Переклади та перевидання
Перше видання «Подорожі…» 1773 року є раритетним, на аукціоні Сотбі примірник наративу проданий за 4000 £. Англійською мовою «Подорож…» перевидавалась у 2005 р. в Великій Британії видавництвом «Elibron Classics. Adamant Media Corporation» (ISBN 1421263645, EAN:9781421263649) та в 2010 р. у США видавництвом «Gale Ecco, Print Editions» (ISBN 1171185030, EAN:9781171185031).
Переклад «Подорожі…» німецькою мовою датований 1775–1776 роками. Голландською мовою книга видана у 1779 р. в Амстердамі у видавництві «De Compagnie» у 2 томах.

## Галерея ілюстрацій з книги Едварда Айвза

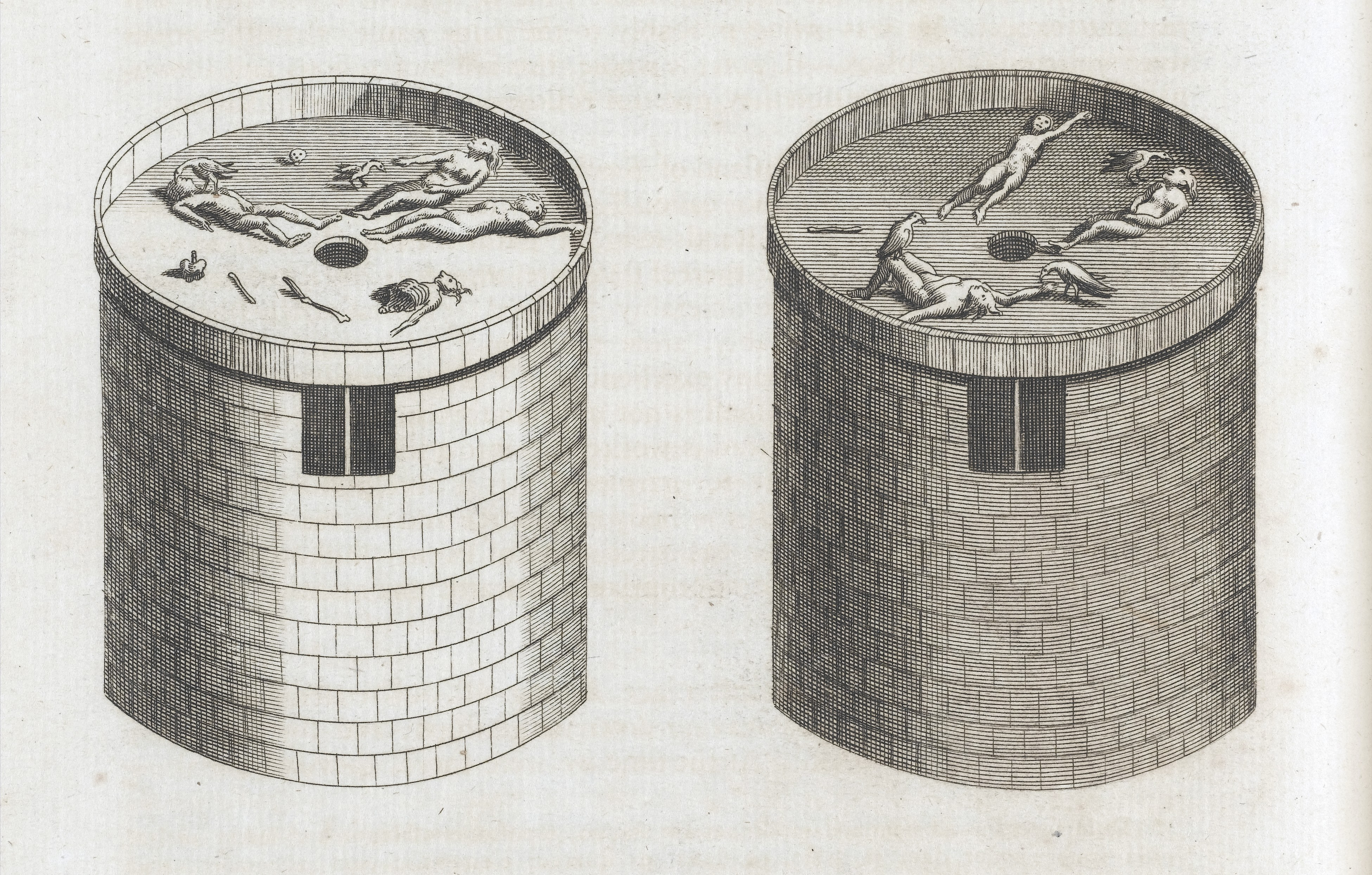
Вежі мовчання
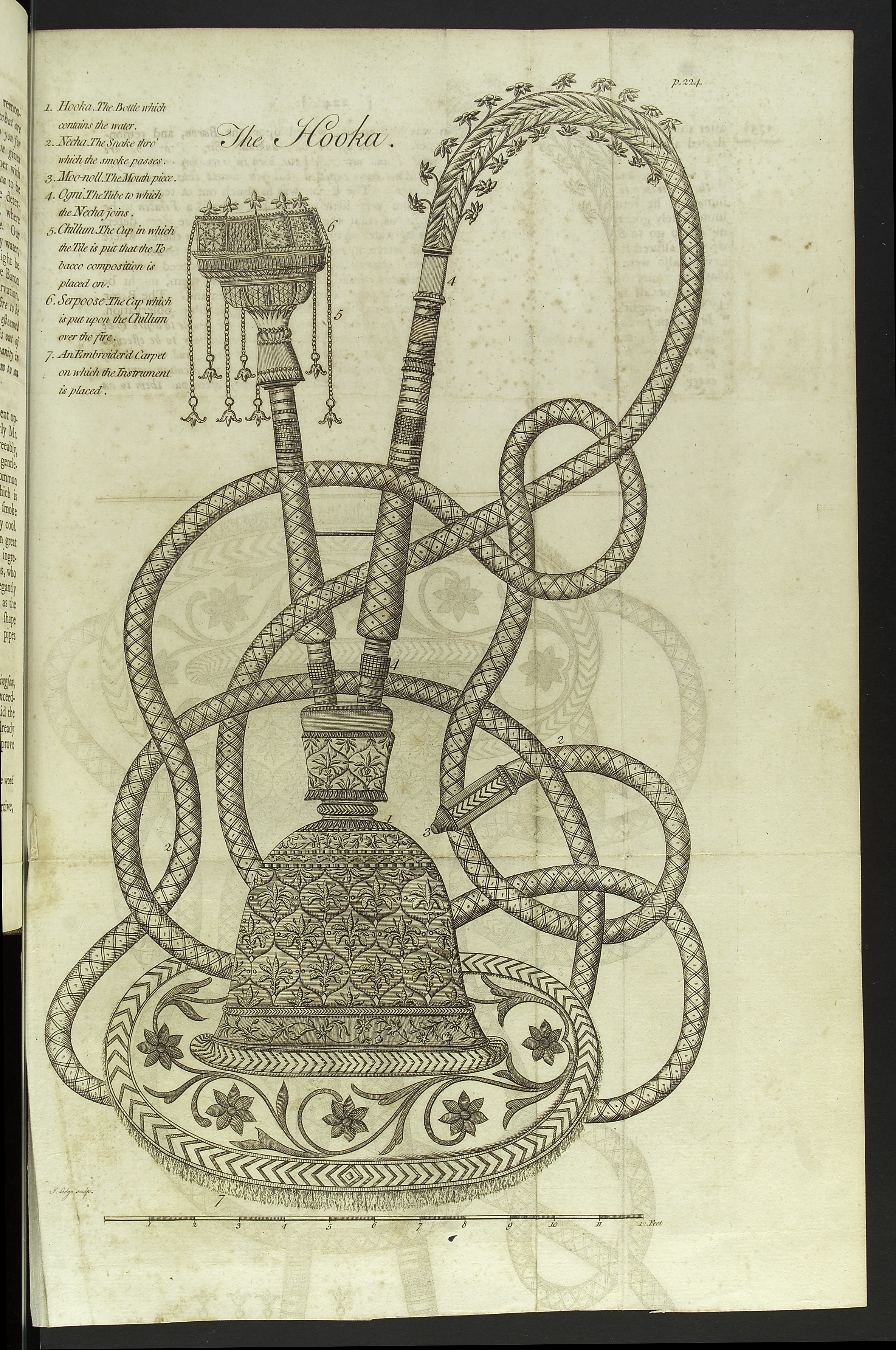
Бенгальський кальян
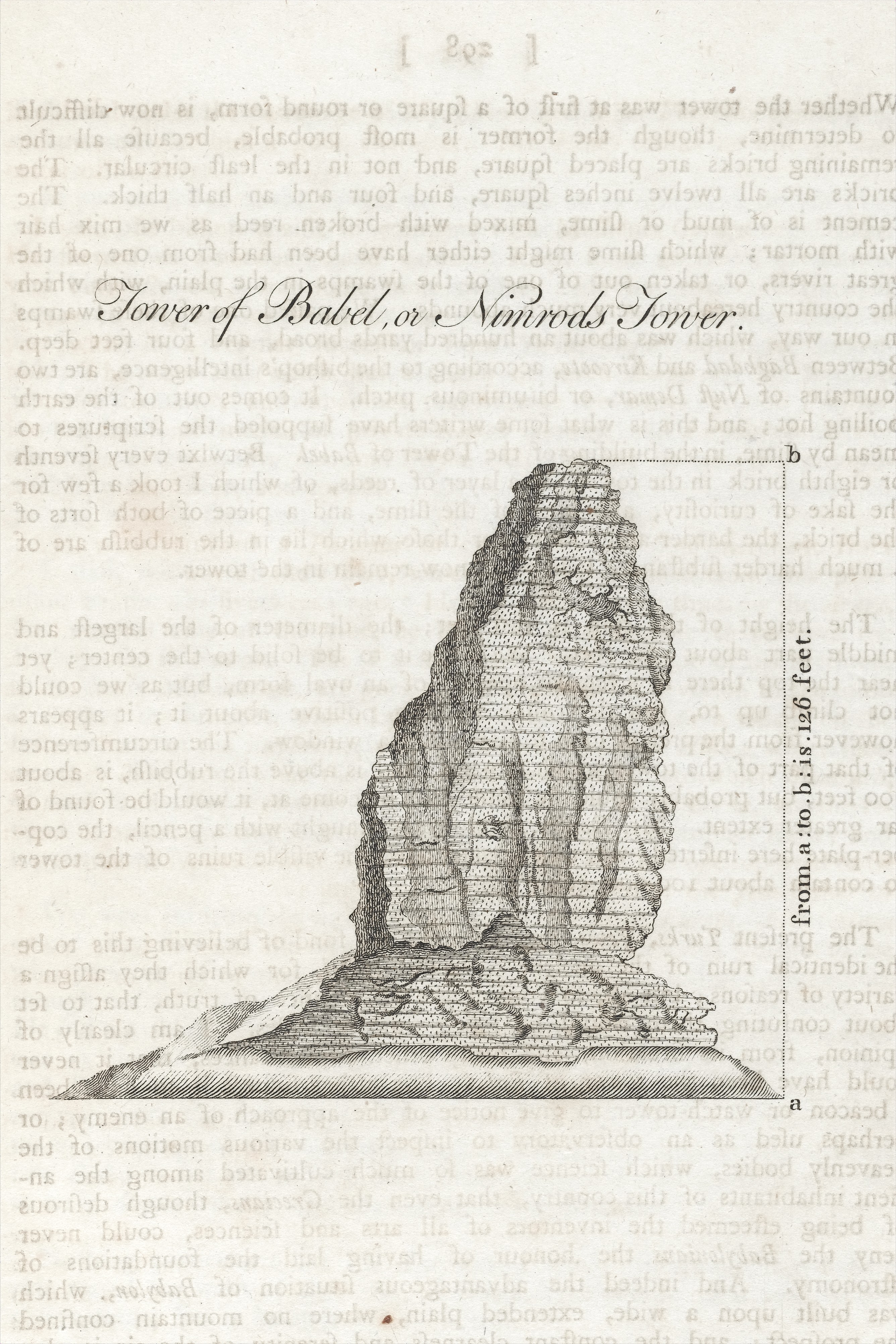
Руїни вершини зикурату Еурмеімінанкі — Храму Набу. Напис на малюнку — «Вавилонська вежа, вежа Німрода. Висота — 126 футів» (38.4 м.)

## Твір Айвза різними мовами
- A voyage from England to India, in the year MDCCLIV [Архівовано 25 вересня 2015 у Wayback Machine.] (англ.)
- Reize naar Oost-Indië en Persië, en de daar omliggende landen. Ondernomen langs een' ongewoonen weg [Архівовано 12 квітня 2016 у Wayback Machine.] (нід.)
- Радецкая Станислава: Путешествие из Англии в Индию в 1754 году [Архівовано 30 вересня 2015 у Wayback Machine.] (рос.)